# Paso a paso
| Críticas profissionais | Críticas profissionais |
| Avaliações da crítica  | Avaliações da crítica  |
| Fonte                  | Avaliação              |
| ---------------------- | ---------------------- |
| AllMusic               | 5 de 5 estrelas.       |

Paso a Paso é o quinto álbum de estúdio do cantor porto-riquenho Luis Fonsi, lançado em 12 de julho de 2005 pela gravadora Universal Music Latino.

## Lista de faixas
| Paso a Paso — Edição standard |                        |                                        |         |  |
| N.º                           | Título                 | Compositor(es)                         | Duração |  |
| 1.                            | "Nada es para Siempre" | Amaury Gutiérrez                       | 3:59    |  |
| 2.                            | "Arropame"             | Luis Fonsi                             | 3:31    |  |
| 3.                            | "Escondido"            | Luis Fonsi Claudia Brant               | 4:13    |  |
| 4.                            | "Estoy Perdido"        | Sebástian Krys Juán Carlos Pérez-Soto  | 3:46    |  |
| 5.                            | "Por una Mujer"        | Elsten Creole Torres                   | 2:51    |  |
| 6.                            | "Vivo Muriendo"        | Bárbara Larrinaga                      | 4:10    |  |
| 7.                            | "Me Matas"             | Luis Fonsi Claudia Brant               | 3:09    |  |
| 8.                            | "Me lo Dice el Alma"   | Luis Fonsi Claudia Brant Noel Schajris | 4:13    |  |
| 9.                            | "Para Mí"              | Luis Fonsi Claudia Brant               | 3:03    |  |
| 10.                           | "Todo Sigue Igual"     | Luis Fonsi Claudia Brant               | 3:45    |  |
| 11.                           | "Paso a Paso"          | Luis Fonsi Claudia Brant               | 3:43    |  |
| Duração total:                | Duração total:         | Duração total:                         | 40:23   |  |

© MMV. Universal Music Latino.
| Paso a Paso — Edição especial (CD) |                                    |                           |         |  |
| N.º                                | Título                             | Compositor(es)            | Duração |  |
| 12.                                | "Quiero (Unreleased track)"        |                           |         |  |
| 13.                                | "Estoy Perdido (Acoustic version)" | Sebastián Krys Pérez-Soto | 3:31    |  |

| Paso a Paso — Edição especial (DVD) |                                                                                 |         |  |
| N.º                                 | Título                                                                          | Duração |  |
| 1.                                  | "Nada es para Siempre (Video)"                                                  |         |  |
| 2.                                  | "Estoy Perdido (Video)"                                                         |         |  |
| 3.                                  | "Por una Mujer (Video)"                                                         |         |  |
| 4.                                  | "Medley: Quién te Dijo Eso/Abrazar la Vida (Acoustic version from AOL session)" |         |  |
| 5.                                  | "Nada es para Siempre (Acoustic version from AOL session)"                      |         |  |
| 6.                                  | "Entrevista con Luis Fonsi"                                                     |         |  |

## Singles
| #  | Título                 | EUA 100 | EUA | LATIN POP | LATIN TROP |
| -- | ---------------------- | ------- | --- | --------- | ---------- |
| 1. | "Nada es para Siempre" | #90     | #1  | #1        | #1         |
| 2. | "Paso a Paso"          | –       | –   | #32       | –          |
| 3. | "Estoy Perdido"        | –       | #9  | –         | –          |
| 4. | "Por una Mujer"        | –       | #16 | #4        | #9         |

## Charts
| Chart (2005)               | Posição |
| -------------------------- | ------- |
| Billboard 200              | 62      |
| Billboard Latin Pop Albums | 2       |
| Billboard Top Latin Albums | 2       |
| Espanha (AMPROFON)         | 7       |

## Vendas e certificações
| Região                                         | Certificação | Vendas   |
| ---------------------------------------------- | ------------ | -------- |
| Estados Unidos (RIAA)                          | Platina      | 100,000^ |
| ^distribuições baseadas apenas na certificação |              |          |